# هفزیبه منوهین
هفزیبه منوهین (انگلیسی: Hephzibah Menuhin; ۲۰ مهٔ ۱۹۲۰ – ۱ ژانویهٔ ۱۹۸۱) نوازنده پیانو، نویسنده و فعال حقوق بشر آمریکایی-استرالیایی، اهل ایالات متحده آمریکا بود.